# Actinacantha globulata
Actinacantha globulata là một loài nhện trong họ Araneidae.
Loài này thuộc chi Actinacantha. Actinacantha globulata được Charles Athanase Walckenaer miêu tả năm 1842.